# Mexikos herrlandslag i fotboll

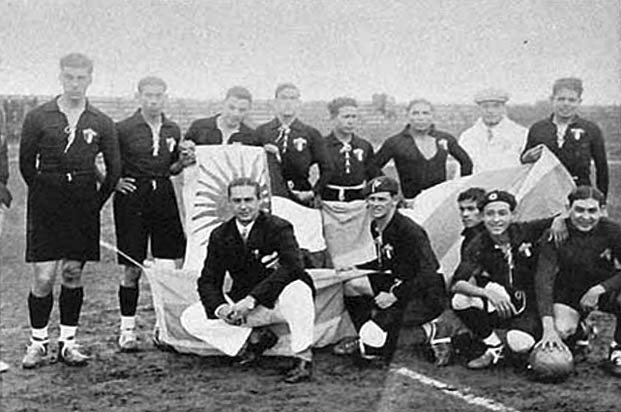
Mexico 1930.

Mexikos herrlandslag i fotboll, även kallade El Tricolor vilket ungefär betyder trikoloren, representerar Mexiko på herrsidan.

## Historik
Mexiko spelade sin första officiella herrlandskamp i fotboll den 1 januari 1923 i Guatemala City, där Guatemala besegrades med 3-2. Den 23 augusti 1927 bildades Mexikos fotbollsförbund, som är medlem av Fifa och Concacaf. 

### VM
- 1930 - Första omgången
- 1934 - Kvalade inte in
- 1938 - Drog sig ur
- 1950 - Första omgången
- 1954 - Första omgången
- 1958 - Första omgången
- 1962 - Första omgången
- 1966 - Första omgången
- 1970 - Kvartsfinal
- 1974 - Kvalade inte in
- 1978 - Första omgången
- 1982 - Kvalade inte in
- 1986 - Kvartsfinal
- 1990 - Deltagande ej godkänt av FIFA
- 1994 - Andra omgången
- 1998 - Andra omgången
- 2002 - Andra omgången
- 2006 - Andra omgången
- 2010 - Andra omgången
- 2014 - Andra omgången
- 2018 - Andra omgången
- 2022 - Första omgången

Mexiko var ett av de första lagen som var med i VM 1930. I den allra första matchen i VM:s historia mötte man Frankrike. Mexiko misslyckades och förlorade med 1-4. I andra matchen förlorade man med 0-3 mot Chile. Sista matchen var en rafflande 3-6-förlust mot Argentina och Mexiko slutade sist i gruppen utan några poäng. Även nästa VM som man spelade i, 1950 slutade med tre raka förluster efter 1-4 mot Jugoslavien, 0-4 mot Brasilien samt 1-2 mot Schweiz. 1954 misslyckades Mexiko återigen efter en storförlust mot Brasilien(0-5) samt uddamålsförlust mot Frankrike(2-3). 1958 slutade visserligen med 1 poäng efter 1-1 mot Wales, men man förlorade de två andra matcherna mot Sverige och Ungern. 1962 var ett misslyckande trots en skrällseger mot Tjeckoslovakien(3-1). 1966 gjorde Mexiko ett nytt försök men misslyckades. Mexiko tog nu två poäng men det räckte inte till mer än en tredjeplats i gruppen. 1970 hade man på hemmaplan. Detta lag räckte till kvartsfinal där man förlorade med 1-4 mot Italien. 1978 misslyckades man efter tre raka förluster. 1986 hade man på hemmaplan. I gruppen slog man Belgien och Irak och kryssade mot Paraguay. I åttondelsfinalen slogs Bulgarien ut med 2-0. I kvartsfinal tog det slut efter en straffläggning mot blivande finalisterna Västtyskland. 1994 började dåligt efter en 0-1-förlust mot Norge, men sen slog man Irland och fick oavgjort mot blivande finalisterna Italien. Det räckte att ta sig vidare i en grupp där alla hade lika många poäng och samma målskillnad. I åttondelsfinalen åkte man ut mot Bulgarien på straffar.

### CONCACAF-mästerskap
- 1963 - Första omgången
- 1965 - 1:a plats
- 1967 - 2:a plats
- 1969 - 4:e plats
- 1971 - 1:a plats
- 1973 - 3:e plats
- 1977 - 1:a plats
- 1981 - 3:e plats
- 1985 - Deltog ej
- 1989 - Drog sig ur
- 1991 - 3:e plats
- 1993 - 1:a plats
- 1996 - 1:a plats
- 1998 - 1:a plats
- 2000 - Andra omgången (kvartsfinal)
- 2002 - Andra omgången (kvartsfinal)
- 2003 - 1:a plats
- 2005 - Andra omgången (kvartsfinal)
- 2007 - 2:a plats
- 2009 - 1:a plats
- 2011 - 1:a plats
- 2013 - Semifinal
- 2015 - 1:a plats
- 2017 - Semifinal

Mexiko har hittills vunnit sju mästerskapstitlar. Senaste titeln vann man 2003 på hemmaplan efter 1-0 i finalen mot Brasilien.

### NAFC/Nordamerikanska mästerskapet
- 1947 - 1:a plats
- 1949 - 1:a plats
- 1990 - 2:a plats
- 1991 - 1:a plats

### Copa América
- 1916 till 1991 - CONCACAF deltog ej i turneringen
- 1993 - 2:a plats
- 1995 - Andra omgången (kvartsfinal)
- 1997 - 3:e plats
- 1999 - 3:e plats
- 2001 - 2:a plats
- 2004 - Andra omgången (kvartsfinal)
- 2007 - 3:e plats
- 2011 - Första omgången
- 2015 - Första omgången
- 2016 - Andra omgången (kvartsfinal)

Mexiko har förlorat två finaler hittills; 1993 efter 1-2 mot Argentina och 2001 efter 0-1 mot Colombia.

### Fifa Confederations Cup
- 1992 - Deltog ej
- 1995 - 3:e plats
- 1997 - Första omgången
- 1999 - 1:a plats
- 2001 - Första omgången
- 2003 - Deltog ej
- 2005 - 4:e plats
- 2009 - Deltog ej
- 2013 - Första omgången
- 2017 - 4:e plats

Mexiko vann hemmaturneringen 1999 efter 4-3 över Brasilien i finalen.

## Spelartrupp
Följande spelare blev uttagna till Concacaf Gold Cup 7-26 juli 2015.
| Nr | Pos. | Namn                       | Födelsedatum (ålder) | Matcher | Mål |  | Klubb               |
| -- | ---- | -------------------------- | -------------------- | ------- | --- |  | ------------------- |
|    | MV   | Guillermo Ochoa            | 13 juli 1985         | 66      | 0   |  | Málaga              |
|    | MV   | Moisés Muñoz               | 1 februari 1980      | 13      | 0   |  | América             |
|    | MV   | Jonathan Orozco            | 12 maj 1986          | 6       | 0   |  | Monterrey           |
|    | F    | Francisco Javier Rodríguez | 20 oktober 1981      | 100     | 1   |  | Cruz Azul           |
|    | F    | Héctor Moreno              | 17 januari 1988      | 58      | 1   |  | Español             |
|    | F    | Paul Aguilar               | 6 mars 1986          | 40      | 3   |  | América             |
|    | F    | Jorge Torres Nilo          | 16 januari 1988      | 39      | 1   |  | UANL                |
|    | F    | Miguel Layún               | 25 juni 1988         | 23      | 3   |  | Watford             |
|    | F    | Diego Reyes                | 19 september 1992    | 19      | 0   |  | Porto               |
|    | F    | Miguel Ángel Herrera       | 3 april 1989         | 3       | 0   |  | Pachuca             |
|    | F    | Yasser Corona              | 28 juli 1987         | 0       | 0   |  | Querétaro           |
|    | MF   | Andrés Guardado            | 28 september 1986    | 113     | 15  |  | PSV Eindhoven       |
|    | MF   | Héctor Herrera             | 19 april 1990        | 24      | 0   |  | Porto               |
|    | MF   | José Juan Vázquez          | 14 mars 1988         | 12      | 0   |  | León                |
|    | MF   | Jonathan dos Santos        | 26 april 1990        | 9       | 0   |  | Villarreal          |
|    | MF   | Carlos Esquivel            | 10 april 1982        | 9       | 0   |  | Toluca              |
|    | MF   | Jesús Manuel Corona        | 6 januari 1993       | 8       | 1   |  | Twente              |
|    | MF   | Antonio Ríos               | 24 oktober 1988      | 7       | 0   |  | Toluca              |
|    | MF   | Jesús Dueñas               | 16 mars 1989         | 1       | 0   |  | UANL                |
|    | A    | Giovani dos Santos         | 11 maj 1989          | 85      | 15  |  | Los Angeles Galaxy  |
|    | A    | Javier Hernández           | 1 juni 1988          | 72      | 39  |  | Bayer 04 Leverkusen |
|    | A    | Carlos Vela                | 1 mars 1989          | 37      | 11  |  | Real Sociedad       |
|    | A    | Oribe Peralta              | 12 januari 1984      | 36      | 16  |  | América             |

## Kända spelare
- Jared Borgetti
- Jorge Campos
- Luis Hernández
- Hugo Sánchez
- Cuauhtémoc Blanco
- Rafael Márquez